# Ультра Серія
«Ультра Серія» (яп. ウルトラシリーズ, Урутора Шірізу), також широко відома як «Ультрамен» — японська фантастична медіафраншиза в жанрі токусацу. Серіали і фільми також часто пов'язані, формуючи спільний медіавсесвіт. Після дебюту оригінального серіалу «Ультра Q», створеного Ейдзі Цубураєю, у 1966 році, «Ультра Серія» є однією із найпопулярніших кайдзю-франшиз, разом із «Ґодзіллою» Toho та «Ґамерою» Daiei. Крім того, «Ультрамен» є однією із найпопулярніших супергеройських франшиз у Японії, разом із «Камен Райдером» та «Супер Сентаєм» Toei.
З 1966 по 1987 рік бренд отримав $7,4 мільярдів від мерчандайзингу, що еквівалентно понад $17 мільярдів з поправкою на інфляцію. Ультрамен був третім найбільш продаваним ліцензованим персонажем у світі у 1980-х роках, здебільшого завдяки його популярності в Азії. Численні посилання на Ультрамена в японській поп-культурі еквівалентні посиланням на Супермена у культурі США.

## Концепція
«Ультрамен» розповідає про пригоди однойменних гігантських сріблястих велетнів-гуманоїдів з планети М-78, які подорожують по Всесвіту і захищають різні планети від небезпечних створінь. Дія більшості серіалів відбувається на Землі.
Протагоністів у кожному серіалі про Ультрамена фактично двоє: сам титульний інопланетянин і його людський носій, який перебуває з ним у симбіозі. За допомогою спеціального пристрою носій, коли настає така необхідність (поява чергового монстра), перетворюється на велетня. В сутичках з чудовиськами герою допомагає як правило особлива команда спецпризначенців (в якій Ультрамен часто перебуває сам в людській іпостасі), яка на особливих футуристичних літаках також атакує монстра і рятує мирних жителів, але самих монстрів знищує вкрай рідко.
Ультрамени переважно сріблясто-сірі. На голові у них світяться білі очі, а на потилиці розташовано гребінь. Риси обличчя схематичні, за винятком нижньої губи. Крім того, у всіх Ультраменів є енергетична атака під назвою Ультра Промінь, яка зазвичай проводиться за допомогою складання рук в формі хреста.
Ультрамен може перебувати в земній атмосфері тільки обмежений час. Коли час вичерпується, на грудях Ультрамена починає блимати спеціальний світловий індикатор, сигналізуючи, що потрібно перетворюватися назад на людину. Однак часто Ультраменам доводиться продовжувати сутичку довше безпечного терміну, іноді навіть віддаючи своє життя задля безпеки Всесвіту.

## Телесеріали

### Сьова
- Ультра Q (1966)
- Ультрамен (1966—1967)
- Ультрасевен (1967—1968)
- Повернення Ультрамена (1971—1972)
- Ультрамен Ейс (1972—1973): В даному серіалі людей-протагоністів було двоє, які об'єднувалися в Ультрамена.
- Ультрамен Таро (1973—1974): Цей серіал мав найнижчий віковий рейтинг за всю історію франшизи, що частково зіпсувало його репутацію у глядачів, зате зумів віднайти аудиторію серед молодших глядачів.
- Ультрамен Лео (1974—1975): Ультрамен тут з іншої планети, ніж М-78, живе в самостійно створеному людському тілі, а лідером його команди підтримки є Ультрасевен, тимчасово позбавлений можливості перетворюватися. Вирізняється серед попередніх серіалів вищим рівнем насильства, що спричинило падіння ТВ-рейтингів
- Зе☆Ультрамен (1979—1980): Аніме-серіал, створений у співпраці з Sunrise.
- Ультрамен 80 (1980—1981)

### Хейсей
- Ультрамен: До Майбутнього (1992): У цьому австралійському серіалі костюм Ультрамена був зроблений із спандексу, замість традиційних гумових матеріалів.
- Ультрамен: Абсолютний герой (1995): Американський серіал.
- Ультрамен Тіґа (1996—1997): У цьому серіалі було вперше застосувано концепцію декількох бойових форм Ультрамена.
- Ультрамен Дайна (1997—1998)
- Ультрамен Ґайя (1998—1999): Вперше застосовано концепція регулярного додаткового Ультрамена.
- Ультрамен Неос (2000—2001)
- Ультрамен Космос (2001—2002): Найтриваліший серіал у франшизі.
- Ультрамен Нексус (2004—2005): Цей серіал яскраво виділяється у франшизі: Ультрамен Нексус мав відразу чотирьох носіїв (які гинули і передавали силу один одному), центральний герой сезону став Ультраменом тільки у фінальному епізоді, вперше була застосована концепція негативних Ультраменів
- Ультрамен Макс (2005—2006)
- Ультрамен Мебіус (2006—2007): Вирізняється появами багатьох інших Ультра Героїв.
- Ultraseven X (2007): Продовження оригінального «Ультрасевена», що складається з 12-ти епізодів.
- Ультра Галактична мега-битва монстрів (2007—2008): Замість Ультраменів поєдинки з ворожими монстрами тут ведуть монстри-союзники, керовані головним героєм (інопланетним гуманоїдом на кшталт Ультрамена) за допомогою спеціального пульта.
- Ультра Галактична мега-битва монстрів: Never Ending Odyssey (2008—2009)
- Ультрамен Ґінґа (2013)
- Ультрамен Ґінґа S (2014)
- Ультрамен X (2015—2016)
- Ультрамен Орб (2016)
- Ультрамен Джід (2017)
- Ультрамен R/B (2018): Відразу два Ультрамени є протагоністами.

### Рейва
- Ультрамен Тайґа (2019)
- Ультрамен Зет (2020)
- Ультрамен Тріґґер: New Generation Tiga (2021—2022)
- Ультрамен Декер (2022—2023)
- Ультрамен Блейзар (2023—2024)
- Ультрамен Арк (2024)

## Фільми та спеціальні епізоди

### Фільми
- Ультрамен: Повнометражний Фільм про Монстрів (1967): Фільм-компіляція епізодів 1, 8, 26, та 27 першого серіалу про Ультрамена
- Ультрамен, Ультрасевен: Велика Жорстока Битва Монстрів (1969)
- Повернення Ультрамена (1971): Епізоди 5 та 6 серіалу "Повернення Ультрамена", показані на кінофестивалі Toho разом з 4 іншими фільмами, включно з "Ґодзілла проти Хедори"
- Повернення Ультрамена: Страх Перед Торнадо-Монстрами (1971)
- Повернення Ультрамена: Дзіро-кун Їздить Верхи На Монстрі (1972): Повнометражна версія епізоду 29 серіалу "Повернення Ультрамена", показана на кінофестивалі Toho разом з першим епізодом серіалу Міррормен та фільмом Ґодзілла проти Ґіґана
- Ультрамен Таро (1973)
- Ультрамен Таро: Горіть! 6 Ультра Братів! (1973)
- 6 Ультра Братів проти Армії Монстрів (1974)
- Ультрамен Таро: Квітка-Вампір — Дух Дівчинки(1973)
- Ультрамен (1979): Фільм-компіляція епізодів першого серіалу про Ультрамена, режисером яких був Акіо Дзіссодзі (15, 22, 23, 34 та 35). Перший фільм франшизи, дистриб'ютором якого була компанія Shochiku.
- Ультрамен: Велика Битва Монстрів (1979): Перша поява Ультрамена Джоніас, головного героя аніме-серіалу Зе☆Ультрамен в ігровому кіно
- Ультрамен ЗОФФІ: Ультра Воїни проти Армії Монстрів-Гігантів (1984): В даному фільмі вперше головний герой серіалу Повернення Ультрамена був названий як Ультрамен Джек.
- Ультрамен: Історія (1984)
- Ультрамен: Початок Пригоди (1987): Анімаційний фільм створений за співпраці Tsuburaya Productions та Hanna-Barbera, який мав стати пілотом для анімаційного серіалу, який був скасований. В Японії даний фільм був випущений під назвою Ультрамен США.
- Ультрамен: Жах на Дорозі 87 (1989)
- Ультрамен Ейс: Гігантський Жахливий-Монстр-Мураха проти Ультра Братів (1989)
- Ультрамен Діти: Добрі Друзі з Планети M7.8 (1989): Короткометражний аніме-фільм, орієнтований на більш дитячу аудиторію
- Фільм Ультра Q: Легенда Зірок (1990)
- Ультрамен Неос: Пілот (1995)
- Ультрамен: Чудесний Світ (1996): Фільм-антологія, випущений на 30-ліття франшизи, який складається з 3 частин:
  - Воскресни! Ультрамен
  - Ultraman Company: This is the Ultraman (Wacky) Investigation Team (аніме)
  - Ультрамен Зеарс
- Ультрамен Зеарс 2: Війни Надлюдей — Світло та Тінь (1997)
- Ультра Нян: Загадковий Кіт, Який Впав з Зоряного Неба (1997) (аніме)
- Ультрамен Тіґа & Ультрамен Дайна: Воїни Зорі Світла (1998)
- Ультра Нян 2: (1998) (аніме)
- Ультрамен Тіґа, Ультрамен Дайна, & Ультрамен Ґайя: Вирішальна Битва в Гіперпросторі (1999)
- Ультрамен Тіґа: Фінальна Одісея (2000)
- Ультрамен Космос: Перший Контакт (2001)
- Ультрамен Космос 2: Блакитна Планета (2002)
- Ультрамен Космос проти Ультрамена Джастіс: Фінальна Битва (2003)
- УЛЬТРАМЕН (2004): Повнометражний фільм, який мав стати частиною перезапуску франшизи під назвою "Проєкт Ультра N"
- Ультрамен Мебіус та Ультра Брати (2006)
- Велика Вирішальна Битва! Супер 8 Ультра Братів (2008)
- Mega Monster Battle: Ultra Galaxy Legends The Movie (2009)
- Ultraman Zero The Movie: Super Deciding Fight! The Belial Galactic Empire (2010)
- Ultraman Saga (2012)
- Ultraman Ginga S The Movie: Showdown! The 10 Ultra Warriors! (2015)
- Ultraman X The Movie: Here He Comes! Our Ultraman (2016)
- Ultraman Orb The Movie: Let Me Borrow the Power of Bonds! (2017)
- Ultraman Geed The Movie: Connect the Wishes! (2018)
- Ultraman R/B The Movie: Select! The Crystal of Bond (2019)
- Ultraman Taiga The Movie: New Generation Climax (2020)
- Ултрамен Тріґґер: Епізод Z (2022)
- Шин Ультрамен (2022)
- Ультрамен Декер: Фінал: Подорож За Грань (2023)
- Ультрамен Блейзар: Фільм: Токійське Зіткнення Кайдзю (2024)
- Ультрамен: Сходження (2024): Анімаційний фільм, створений за співпраці Tsuburaya Productions та Industrial Light & Magic

### Спеціальні Епізоди
- Ultra Q (January 1966–July 1966)
- Ultraman Kids' M78 Movie (1984)
- Ultraman Kids' Proverb Stories (1986)
- Ultraman Kids: 30 Million Light-Years In Search of Mother (1991–1992)
- Ultraman vs. Kamen Rider (1993)
- Ultraseven - Operation: Solar Energy (1994)
- Ultraseven - The Ground of the Earthlings (1994)
- Ultraman Graffiti (1990)
- Ultraman: Super Fighter Legend (1996)
- Heisei Ultraseven (1994–2002)
- Ultraseven 30th Anniversary Trilogy (1998)
- Ultraseven 1999 The Final Chapters Hexalogy (1999)
- Ultraseven 35th Anniversary Evolution Pentalogy (2002)
- Heisei Ultraman Side Stories (2001)
- Ultraman Tiga Side Story: The Giant Resurrected in the Ancient Past (2001)
- Ultraman Dyna: Return of Hanejiro (2001)
- Ultraman Gaia: Gaia Again (2001)
- Ultra Q: Dark Fantasy (April 2004–September 2004)
- Ultraman Max: Super Battle! (2005)
- Ultraman Mebius Side Story: Hikari Saga (2006–2007)
- Ultraman Mebius (2006–2009)
- Ultraman Mebius Side Story: Armored Darkness (2008)
- Ultraman Mebius Side Story: Ghost Reverse (2009)
- Ultra Galaxy Legend Side Story: Ultraman Zero vs. Darklops Zero (2010)
- Ultraman Retsuden (2011–2016)
- Ultraman Zero Side Story: Killer the Beatstar (2011)
- Neo Ultra Q (January 2013–March 2013)
- Ultraman Zero: The Chronicle (January 2017–June 2017)
- Ultraman Orb: The Chronicle (January 2018–June 2018)
- Ultraman New Generation Chronicle (January 2019–June 2019)
- Ultraman Chronicle Zero & Geed (January 2020–June 2020)
- Ultraman Chronicle Z: Heroes' Odyssey (January 2021–June 2021)
- Ultraman Chronicle D (January 2022–June 2022)
- Ultraman New Generation Stars (January 2023,January 2024)

### Міні- та веб-серіали
- Ultra Fight (1970)
- Ultra Super Legend: Andro Melos (1984)
- Ultra Super Fight (1994)
- Ultraman Zearth: Parody Chapter (1996)
- Ultraman Nice (1999)
- Ultraman Boy's Ultra Coliseum (2003)
- Ultra Zone (2011)
- Ultra Zero Fight (2012)
- Ultra Fight Victory (2015)
- Ultraman Orb: The Origin Saga (2016–2017)
- Ultra Fight Orb (2017)
- Ultra Galaxy Fight
- Ultraman The Prime (2017)
- УЛЬТРАМЕН (2019): 3D-аніме серіал, адаптація однойменної манги за авторством Еїті Сімідзу та Томохіро Сімогуті, випущений на Netflix
- New Generation Heroes (2019)
- The Absolute Conspiracy (2020–2021)
- The Destined Crossroad (2022–2023)
- Ultraman Regulos (2023)
- Ultraman Regulos: First Mission (2023)

### Пов'язані серіали
- Кептен Ультра (1967)
- Майті Джек (1968)
- Борись! Майті Джек (1968)
- Операція: Таємниця (1968—1968)
- Міррормен (1971—1972)
- Міррорфайт (1974)
- Андро Мелос (1983)
- Міррормен Reflex (2006)
- Міррорфайт 2012 (2012)